# Jürgen Harm

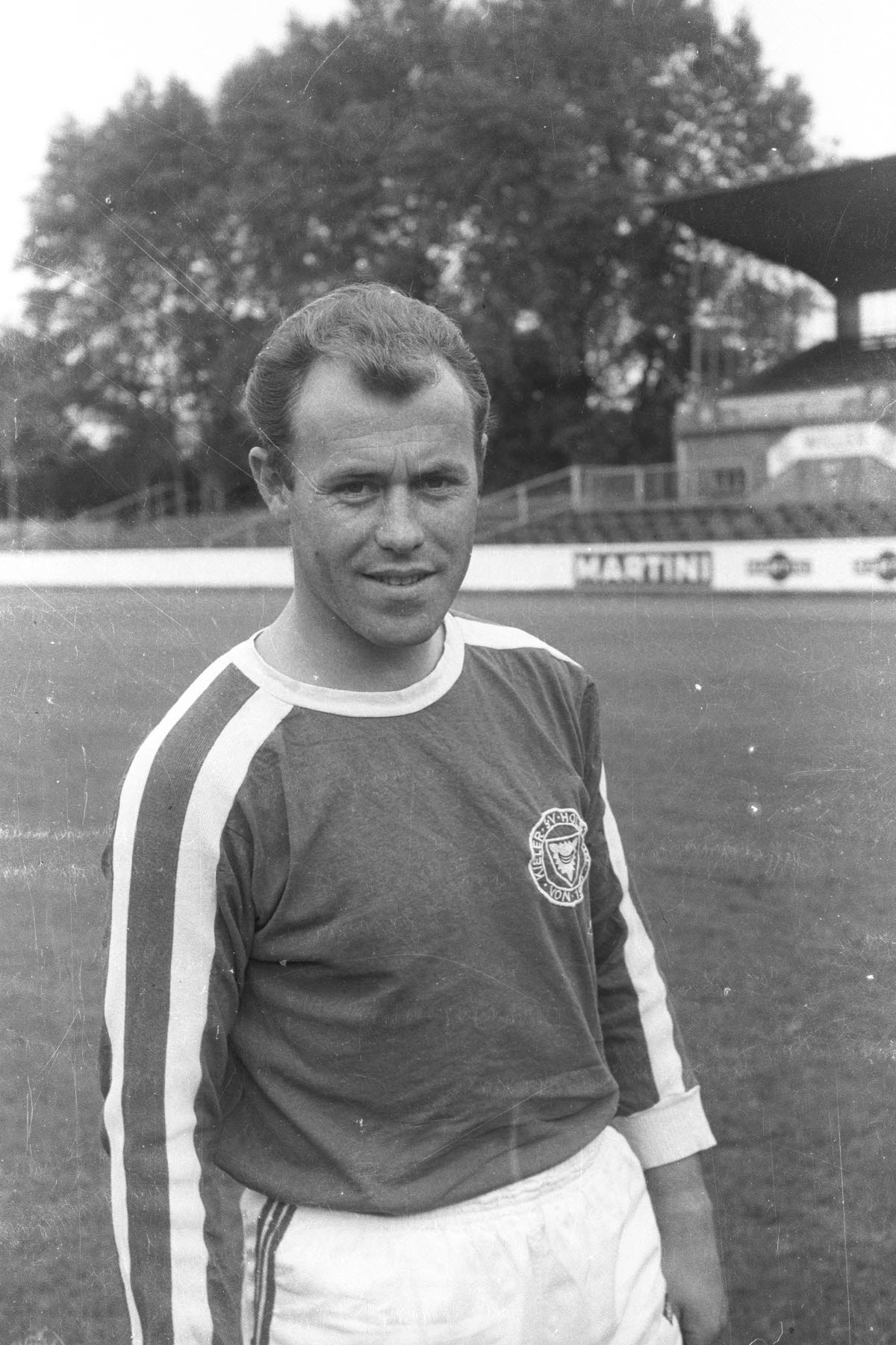
Jürgen Harm im Trikot von Holstein Kiel (Juli 1970)

Jürgen Harm (* 16. April 1940 in Kiel; † 21. Juli 2021), gerufen „Ghandi“, war ein deutscher Fußballspieler, der für Holstein Kiel von 1963 bis 1972 in der zweitklassigen Fußball-Regionalliga Nord insgesamt 229 Ligaspiele (3 Tore) absolvierte und 1965 mit den „Störchen“ überlegen die Meisterschaft im Norden gewann. Der ehemalige KSV-Kapitän ist der Regionalliga-Rekordspieler von Holstein Kiel.

## Laufbahn
Das Fußball-ABC erlernte der Jugendspieler Jürgen Harm in Schönberg und beim SC Comet Kiel, ehe er es zur Saison 1962/63 beim Oberligisten Holstein Kiel versuchte. Der Anfang war nicht leicht, es ging in der unterklassigen KSV-Amateurmannschaft los. Doch durch seine schon damals vorhandene weit überdurchschnittliche Ausdauer und kämpferischen Einsatz, wurde er bereits in der Rückrunde in der Oberligamannschaft zum Einsatz gebracht. Unter Trainer und Studienrat Erich Wolf debütierte Harm am 6. Januar 1963 bei einem 1:1-Heimremis gegen Bergedorf 85 als rechter Verteidiger im damaligen WM-System in der Oberliga Nord. Er bildete mit Torhüter Peter Wittmaack und Verteidigerkollege Rudi Balsam das Schlussdreieck der „Störche“. Bereits in seinem zweiten Oberligaeinsatz, am 27. Januar 1963, bei einem 1:1-Heimremis gegen Nordserienmeister Hamburger SV, lernte er die Spitzenklasse in der Oberliga Nord kennen. Am Rundenende rangierte Holstein Kiel auf dem 5. Rang und Harm hatte 12 Oberligaspiele bestritten. Zum Abschluss der Saison führte der KSV Anfang Juni noch eine Reise mit Freundschaftsspielen nach Island durch. Leistungsträger im letzten Jahr der alten erstklassigen Oberliga Nord waren bei den Kielern Spieler wie Torhüter Franz Möck, Verteidiger Balsam, die Läufer Hans-Peter Ehlers und Günter Tams, sowie im Angriff Offensivkräfte wie Manfred Greif, Gerd Koll, Horst Martinsen, Eitel Galle, Fritz Boyens, Manfred Podlich und Alfred Bornemann. 
Ab der Runde 1963/64 bestritt Kiel die Verbandsspiele in der neuen Regionalliga Nord. Vom TSV Siems war das Angriffstalent Gerd Saborowski gekommen und die Holstein-Elf belegte den fünften Rang. Die Runde in der Zweitklassigkeit hatte Holstein am 11. August 1963 mit einem 4:2-Auswärtserfolg beim VfR Neumünster begonnen. Mit Hans-Peter Ehlers und Klaus-Hinrich Jess hatte „Ghandi“ Harm die Läuferreihe gebildet und Angreifer Gerd Koll hatte in der zweiten Halbzeit einen 0:2-Rückstand mit vier Treffern noch in einen Sieg verwandelt. Harm bestritt alle 34 Rundenspiele und Holstein Kiel belegte den 5. Rang, hatte aber nicht entscheidend in das Rennen um die Plätze zur BL-Aufstiegsrunde eingreifen können. Dort zogen Meister FC St. Pauli und als Vizemeister Hannover 96 ein.
Zur zweiten Regionalligasaison, 1964/65, kam mit Helmut Ullmann ein neuer Trainer zu den Blau-Weiß-Roten und mit Franz-Josef Hönig ein weiterer Klassestürmer, was den Angriff um Gerd Koll, Manfred Podlich und Gerd Saborowski deutlich belebte. Holstein Kiel wurde souverän Nordmeister, mit zehn Punkten Vorsprung gegenüber Titelverteidiger St. Pauli. Die ungewöhnliche Startserie von 22:0 Punkten leitete eine Erfolgsrunde ein, die am Rundenende zu 94:41 Toren und 52:12 Punkten führte und damit den souveränen Titelgewinn an die Förde brachte. In 31 Rundenspielen verteidigte Harm in der Kieler Defensive und war damit wesentlicher Bestandteil des Defensivverbundes des verdienten Meisters. Im Angriff holte sich der ehemalige Jugendnationalspieler Gerhard Saborowski mit 34 Treffern die Torschützenkrone im Norden.
Trotz des sportlichen Erfolges gab es auch Probleme bei Holstein Kiel: Trainer Ullmann wurde wegen Verhandlungen mit anderen Vereinen und umstrittenen Reisen zu Spielbeobachtungen ein Spiel vor Ende der regulären Saison entlassen und der Braunschweiger Bundesligatrainer Helmuth Johannsen betreute ab dem letzten Regionalligaspieltag die Mannschaft und ging mit ihr auch in die Bundesligaaufstiegsrunde. Er bereitete die Elf um Harm und Kollegen mit einer Woche Trainingslager in der Verbandssportschule Malente auf die Aufstiegsrunde vor.
„Ghandi“ Harm bestritt alle sechs Spiele in der Aufstiegsrunde 1965 zur Fußball-Bundesliga. Gegner waren der SSV Reutlingen 05, Wormatia Worms und Borussia Mönchengladbach, die Mannschaft von Trainer Hennes Weisweiler. Herausragend war die Leistung der Holstein-Mannschaft zum 4:2-Heimsieg am 19. Juni 1965 gegen den Aufsteiger vom Bökelberg. Dabei bekämpfte Harm als linker Verteidiger in erster Linie Rechtsaußen Herbert Laumen von BMG. Das Hinspiel am Niederrhein hatte der Nordmeister am 5. Juni denkbar knapp mit 0:1 (90. Spielminute) vor 35.000 Zuschauern verloren.
Als Titelverteidiger verfehlten Harm mit seinen Mannschaftskameraden 1966 – es waren mit Rainer Skrotzki und Uwe Witt noch zwei Verstärkungen zum Team gekommen – nur mit einem Punkt weniger den erneuten Einzug in die Aufstiegsrunde. St. Pauli wurde mit 44:20 Punkten Meister. Göttingen 05 und Kiel folgten punktgleich mit 43:21 Punkten auf den Plätzen und die Mannschaft von Jürgen Harm nahm durch das schlechtere Torverhältnis den undankbaren 3. Rang ein. Trainer Rudolf Faßnacht hatte dabei Hellmut Meidt im Laufe der Rückrunde abgelöst. Als Holstein in der Runde 1966/67 erneut Rang drei belegte – wiederum punktgleich mit Vizemeister Göttingen 05, bildete Harm vor Torhüter Friedemann Paulick mit Uwe Witt die Konstante in der Defensive der „Störche“. Als unter Trainer Hans-Peter Ehlers in der Runde 1969/70 erneut realistisch um den Einzug in die Bundesligaaufstiegsrunde gekämpft wurde, gehörte Harm mit 25 Punktspieleinsätzen immer noch der Stammbesetzung an. Kiel belegte mit zwei Punkten Rückstand zu Vizemeister VfL Wolfsburg den 3. Rang.
Nach der Saison 1971/72 verabschiedete sich der 32-jährige Routinier von Holstein Kiel und der Regionalliga Nord und schloss sich im Amateurlager dem SC Comet Kiel an. Von 1962 bis 1972 hatte er in der Oberliga Nord, Regionalliga Nord und der BL-Aufstiegsrunde insgesamt 247 Pflichtspieleinsätze (3 Tore) für den KSV Holstein bestritten. Später war er noch als Trainer im Kieler Amateurfußball tätig, unter anderem bei Comet Kiel, Osdorf, Gaarden, Dänischenhagen und VfB Kiel.
Der gelernte Einzelhandelskaufmann war lange Zeit als Marktleiter in Projensdorf und verbrachte seine letzten 20 Berufsjahre als Amtsmeister im nordelbischen Kirchenamt in Kiel, wo er mit seiner Familie lebte. Später verzog die Familie nach Rickling bei Bad Segeberg.

## Weblink
- Nachruf bei holstein-kiel.de, archivierte Fassung vom 5. Dezember 2023

| Personendaten    | Personendaten            |
| ---------------- | ------------------------ |
| NAME             | Harm, Jürgen             |
| KURZBESCHREIBUNG | deutscher Fußballspieler |
| GEBURTSDATUM     | 16. April 1940           |
| GEBURTSORT       | Kiel                     |
| STERBEDATUM      | 21. Juli 2021            |